# Turbodammen
Turbodammen är en sjö i Turbo, Hedemora kommun i Dalarna och ingår i Dalälvens huvudavrinningsområde. Sjön har en area på 0,131 kvadratkilometer och ligger 171,1 meter över havet. Dammen, som använts av Turbo bruk (1618–1889) och Turbo sulfitfabrik (1889–1970) avvattnas av vattendraget Lustån (Fiskbäcksån) som en liten bit nedströms först når Lutdammen och därefter sjön Botan. Vid dammen finns en badplats.

## Delavrinningsområde
Turbodammen ingår i det delavrinningsområde (668106-150251) som SMHI kallar för Inloppet i Botan. Medelhöjden är 200 meter över havet och ytan är 2,9 kvadratkilometer. Räknas de 12 avrinningsområdena uppströms in blir den ackumulerade arean 86,28 kvadratkilometer. Lustån (Fiskbäcksån) som avvattnar avrinningsområdet har biflödesordning 2, vilket innebär att vattnet flödar genom totalt 2 vattendrag innan det når havet efter 150 kilometer. Avrinningsområdet består mestadels av skog (83 procent). Avrinningsområdet har 0,13 kvadratkilometer vattenytor vilket ger det en sjöprocent på 4,7 procent.